# Igreja de Nossa Senhora do Rosário (Lomba da Maia)

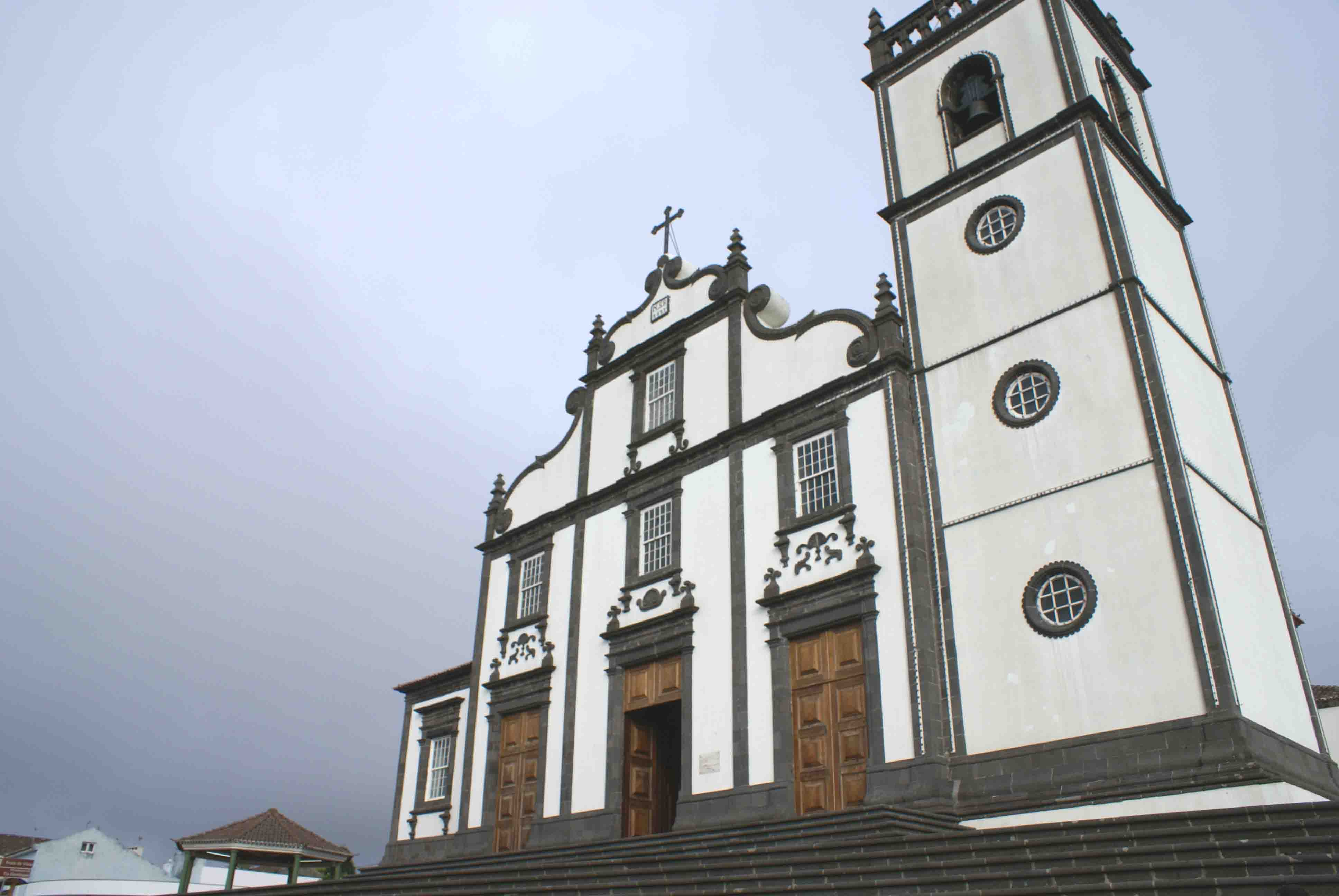
Fachada principal (norte) da Igreja de Nossa Senhora do Rosário da Lomba da Maia.

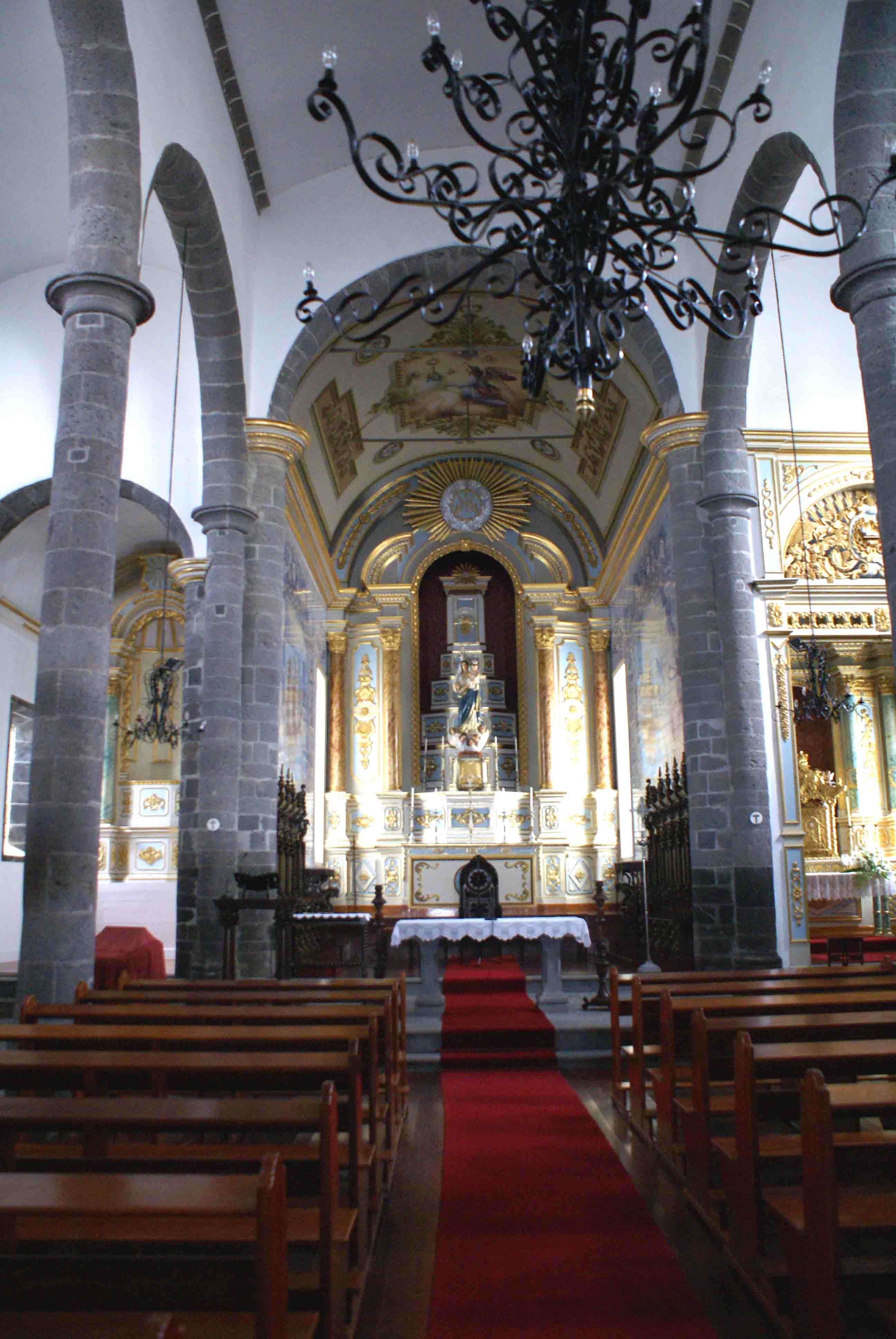
Nave central.

A Igreja de Nossa Senhora do Rosário da Lomba da Maia, sita na freguesia da Lomba da Maia, ilha de São Miguel, Açores, é um templo católico, sede da paróquia daquela localidade, construído no estilo barroco tardio micaelense entre 1867 e 1870.

## Historial
O primeiro templo que existiu no lugar da Lomba da Maia foi a ermida de Nossa Senhora do Rosário, pequena ermida que foi sede do curato que antecedeu a elevação da localidade à dignidade de paróquia independente, o que ocorreu no ano de 1876. Quando, devido à distância à freguesia da Maia, a reivindicação de elevação a paróquia surgiu, a ermida foi considerada de dimensões demasiado reduzidas para servir a população local e sem a dignidade que possibilitasse a sua transformação em igreja paroquial. Logo se pensou em construir um novo templo que servisse de igreja paroquial, condição para a desejada autonomização.
A construção teve início no ano de 1868, concorrendo para ela todos os habitantes da Lomba da Maia com donativos recolhidas por ocasião de vários peditórios. Ainda assi, apesar das contribuições, as obras decorreram com morosidade por falta de recursos, o que levou o padre Manuel Moniz de Medeiros e o mestre José Fidalgo a hipotecarem parte dos seus bens para ir liquidando as despesas com mão-de-obra e materiais.
Concluídas as obras de construção, a igreja de Nossa Senhora do Rosário da Lomba da Maia passou a ter a feição actual, permitindo que em 1876 finalmente o lugar passasse a constituir uma freguesia.
A primitiva ermida de Nossa Senhora do Rosário passou a ter a invocarão de Santa Ana, sendo hoje a capela funerária da freguesia.
Na freguesia da Maia existiu também outrora uma ermida de Nossa Senhora do Rosário, referida por Gaspar Frutuoso, mas que no fim do século XIX já não existia.

## Descrição
A igreja de Nossa Senhora do Rosário situa-se em terreno elevado, a sul da principal via que atravessa a localidade (a Estrada Regional), com a fachada principal voltada para norte frente à Rua da Igreja, o arruamento onde se situava a antiga igreja, hoje a Ermida de Santa Ana. Esta localização faz com que o acesso à igreja se faça por uma alta escadaria de degraus basálticos que ascende desde o nível da estrada. A igreja tem uma única torre sineira, no extremo oeste da fachada. As abertura são rodeadas rodeadas por um rebordo de basalto lavrado, no estilo típico da fase final do barroco da ilha de São Miguel.
No interior, as naves são separadas por um alinhamento de colunas basálticas, de perfil circular. No altar-mor está exposta uma imagem de Nossa Senhora do Rosário, em madeira pintada com coroa de prata, com cerca de 2 m de altura.